# Панно

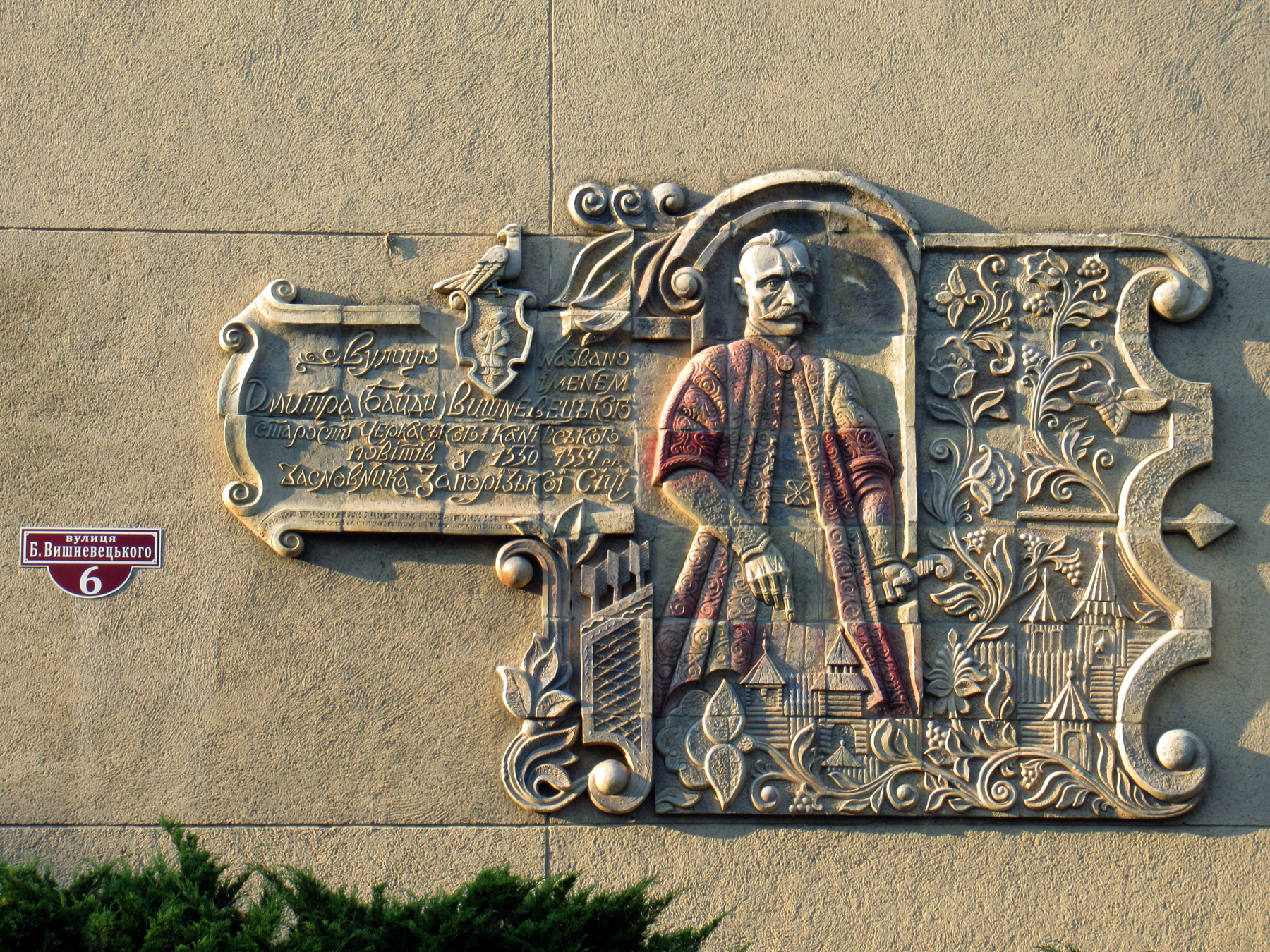
Анотаційне панно вулиці Байди Вишневецького на будівлі Черкаського музичного коледжу

Панно́ (фр. panneau, від лат. pannus — «шматок тканини») — частина поверхні стіни, стелі, дверей, обмежена рамкою і заповнена живописом, мозаїкою або скульптурним рельєфом.

## Опис
Панно — вид монументального мистецтва, живописний твір декоративного характеру, звичайно призначене для постійного заповнення будь-яких ділянок стіни (настінне панно) або стелі (плафон); барельєф, різьблена, ліпна або керамічна композиція, що служить для тієї ж мети.
Головною особливістю панно є розміри, форма і зміст. Вони ретельно співвідносяться зі сприйняттям глядача і інтер'єром будівлі. Картина виконується звичайною технікою живопису на полотні, потім її вставляють в раму і встановлюють на спеціально відведене їй місце. Наприклад, в кімнаті, залі, вестибюлі, на сходах.
Панно, виконані на зовнішніх стінах будівлі з кольорових плиток або в техніці фрески.
Гладка або з мальовничими, скульптурними зображеннями поверхню на стіні, стелі, обрамлена орнаментом.
Картина на полотні, постійно займає якусь ділянку стіни[джерело?].